# شاهدانه‌وش
شاهدانه‌وش (نام علمی: Datisca) نام یک سرده از تیره شاهدانه‌وشیان است.